# Al Hirt
Al Hirt, nato Alois Maxwell Hirt, (New Orleans, 7 novembre 1922 – New Orleans, 27 aprile 1999), è stato un trombettista e direttore d'orchestra statunitense.
Egli è noto per aver venduto oltre un milione di copie del pezzo strumentale Java e l'album Honey in the Horn (1963). Spesso è citato con i suoi soprannomi Jumbo e The Round Mound of Sound. Al è stato membro della Louisiana Music Hall of Fame.

## Biografia
Era figlio di un ufficiale della polizia di New Orleans. All'età di sei anni gli fu regalata la prima tromba acquistata al monte di Pietà. Suonò nella Junior Police Band con i figli di Alcide Nunez, ed all'età di 16 anni, iniziò a suonare professionalmente, spesso con il suo amico Pete Fountain. Durante questo periodo, venne ingaggiato per suonare all'ippodromo locale, iniziando un rapporto di circa sessant'anni con lo sport.
In 1940, Hirt si recò a Cincinnati per studiare al Cincinnati Conservatory of Music con Frank Simon (un ex solista della John Philip Sousa Orchestra). Dopo un breve periodo di bugler nello United States Army durante la seconda guerra mondiale, Hirt suonò con diverse orchestre Swing, comprese quelle di Tommy Dorsey, Jimmy Dorsey, Benny Goodman e Ina Ray Hutton.
Nel 1950, Hirt divenne prima tromba solista con l'orchestra di Horace Heidt.
Hirt tornò poi a New Orleans, suonando con vari gruppi Dixieland e dirigendo una sua orchestra. Nonostante la sua dichiarazione successiva "Non sono e non sono mai stato un trombettista jazz", egli realizzò alcune registrazioni nelle quali dimostrò la sua abilità nel corso degli anni 1950, con l'orchestra di Monk Hazel e poche altre per l'etichetta locale Southland Records.
La sua abilità di virtuoso ed il raffinato tono sul suo strumento presto attirarono l'attenzione di etichette nazionali e gli consentirono di firmare un contratto con la RCA Victor. Hirt portò 22 album nella classifica di Billboard nel periodo 1950 - 1960. Gli album Honey In The Horn e Cotton Candy giunsero entrambi nella Top 10 best seller del 1964. Lo stesso anno ha ottenuto un hit del singolo "Java", cover di Allen Toussaint, che raggiunse il Billboard # 4 e successivamente vinse un Grammy Award per la stessa registrazione. Sia Honey in the Horn che "Java" vendettero oltre un milione di copie e conquistarono un disco d'oro.
Dalla metà degli anni 1950 ai primi anni 1960, Hirt e la sua orchestra suonarono tutte le sere al Dan's Pier 600 all'angolo con St. Louis and Bourbon Street.  Il club era di proprietà del suo manager, Dan Levy, Sr. Nel 1962 Hirt aprì un suo club a Bourbon Street nel Quartiere francese, club che gestì fino al 1983.
Nel 1962, nel tentativo di mostrare a se stesso una diversa impostazione musicale, Hirt si associò all'arrangiatore e compositore Billy May ed al produttore Steve Sholes per registrare un album dal titolo Horn A Plenty che fu il punto di partenza del materiale Dixieland a lui generalmente associato. Esso comprendeva una varietà eclettica di stile popolari, classici e motivi da show, eseguito da una grande orchestra completata da timpani, corno francese e arpa.
L'8 febbraio 1970, mentre suonava in una parata del Mardi Gras a New Orleans, Hirt venne ferito mentre sfilava in corteo fra la folla. Si crede che sia stato colpito in bocca da un pezzo di cemento lanciato dalla folla. La documentazione dei particolari dell'incidente è scarsa, costituita prevalentemente da affermazioni di Hirt dopo l'accaduto. Qualunque sia stata la vera causa delle sue ferite, Hirt subì un intervento chirurgico e dovette interrompere la sua attività per tornare poi lentamente alla scena dei club.
Nel 1987, Hirt suonò un assolo dell'"Ave Maria" per Papa Giovanni Paolo II in occasione della sua visita a New Orleans.
Nel 1999, Hirt morì all'età di 77 anni a New Orleans, per problemi al fegato, dopo aver trascorso gli ultimi anni della sua esistenza su di una sedia a rotelle a causa di un edema alle gambe. Nonostante l'infermità, Hirt continuò a suonare nei club, compreso il Chris Owens Club. Hirt è stato sepolto nel Metairie Cemetery a New Orleans.
Nel 2003, l'uscita dei film della serie Kill Bill del regista Quentin Tarantino restituì a Hirt fama mondiale in quanto uno dei brani più coinvolgenti del primo episodio, il tema di Green Hornet, sigla della famosa serie TV statunitense The Green Hornet (Il Calabrone Verde), è da lui eseguito.
Hirt ebbe otto figli, dieci nipoti e sei pronipoti. Nel 1990, sposò Beverly Estabrook Essel, un'amica di 40 anni.
Egli è citato nel film del 1987, Good Morning, Vietnam e in una trasmissione di Lieutenant Hauk (Bruno Kirby).

## Discografia
- 30 Greatest Trumpet Hits of All Time
- A Living Legend
- Al (He's The King) Hirt and His Band
- Al Hirt
- Al Hirt at the Mardi Gras
- Al Hirt Blows His Own Horn
- Al Hirt Plays Bert Kaempfert
- Beauty and the Beard (con Ann-Margret)
- Cotton Candy
- Have a Merry Little Al Hirt
- Here in my Heart
- Honey in the Horn (in Italia La tromba magica di Al Hirt)
- Horn a Plenty
- In a Blue Mood
- In Love With You
- Jumbo's Gumbo
- Live at Carnegie Hall
- Le Roi De La Trompette
- Louisiana Man
- Music to Watch Girls By
- Our Man in New Orleans
- Pops' Goes the Trumpet
- Soul in the Horn
- Struttin' Down Royal Street
- Sugar Lips
- Super Jazz
- Swingin' Dixie! At Dan's Pier 600
- That Honey Horn Sound
- The Best of Al Hirt
- The Best of Al Hirt Volume 2
- The Best of Dixieland Jazz
- The Greatest Horn in the World
- The Happy Trumpet
- The High-flying Trumpet of Al Hirt
- The Horn Meets The Hornet
- They're Playing Our Song
- This is Al Hirt
- Trumpet and Strings